# Roca de l'Àliga (Pau)
El Roca de l'Àliga és una muntanya de 233 metres que es troba entre els municipis de Pau i de Vilajuïga, a la comarca catalana de l'Alt Empordà.